# Кокарев, Никита Евгеньевич
Ники́та Евге́ньевич Ко́карев (род. 8 января 2003, Дондуковская, Адыгея) — российский футболист, вратарь клуба «Крылья Советов».

## Клубная карьера
Родился в станице Дондуковской, Адыгея.
С 2011 года начал заниматься футболом в академии «Краснодара».
27 апреля 2019 года в матче первенства ПФЛ против ставропольского «Динамо» дебютировал в профессиональном футболе за «Краснодар-3».
В сезоне 2020/21 стал серебряным призёром молодёжного первенства.
13 октября 2021 года дебютировал в матче Первой лиги против московского «Торпедо» за «Краснодар-2».
9 июля 2022 года на правах аренды перешёл в «Ротор». 30 декабря 2022 года был отозван из аренды.
В составе «Краснодара» стал финалистом Кубка России 2022/23.
12 июля 2023 года присоединился к тульскому «Арсеналу». По итогам сезона 2023/24 с клубом занял 4-е место и по сумме стыковых матчей за выход в РПЛ проиграл клубу «Пари Нижний Новгород».
5 июля 2024 года пополнил состав клуба «Химки». 22 сентября 2024 года дебютировал в чемпионате России в матче против «Оренбурга».
8 июля 2025 года стал игроком самарских «Крыльев Советов», подписав трёхлетний контракт.

## Карьера в сборной
В 2018 году вызывался в юношеские сборные России за которые суммарно провёл 3 матча.

## Статистика выступлений
| Выступление      | Выступление       | Выступление      | Лига | Лига | Кубки | Кубки | Стыковые матчи | Стыковые матчи | Итого | Итого |
| Клуб             | Лига              | Сезон            | Игры | Голы | Игры  | Голы  | Игры           | Голы           | Игры  | Голы  |
| ---------------- | ----------------- | ---------------- | ---- | ---- | ----- | ----- | -------------- | -------------- | ----- | ----- |
| → Краснодар-3    | ПФЛ               | 2018/19          | 1    | −3   | —     | —     | —              | —              | 1     | -3    |
| → Краснодар-3    | Итого             | Итого            | 1    | −3   | —     | —     | —              | —              | 1     | -3    |
| → Краснодар-2    | Первый дивизион   | 2021/22          | 13   | −16  | —     | —     | —              | —              | 13    | -16   |
| → Краснодар-2    | Итого             | Итого            | 13   | −16  | —     | —     | —              | —              | 13    | -16   |
| → Ротор          | Вторая лига       | 2022/23          | 14   | −13  | 2     | −2    | —              | —              | 16    | -15   |
| → Ротор          | Итого             | Итого            | 14   | −13  | 2     | −2    | —              | —              | 16    | -15   |
| Арсенал          | Первая лига       | 2023/24          | 29   | −17  | 0     | 0     | 2              | −3             | 31    | -20   |
| Арсенал          | Итого             | Итого            | 29   | −17  | 0     | 0     | 2              | −3             | 31    | -20   |
| → Арсенал-2      | Вторая лига («Б») | 2023             | 1    | −3   | —     | —     | —              | —              | 1     | -3    |
| → Арсенал-2      | Итого             | Итого            | 1    | −3   | —     | —     | —              | —              | 1     | -3    |
| Химки            | РПЛ               | 2024/25          | 21   | −35  | 4     | −12   | —              | —              | 25    | -47   |
| Химки            | Итого             | Итого            | 21   | −35  | 4     | −12   | —              | —              | 25    | -47   |
| Крылья Советов   | РПЛ               | 2025/26          | 0    | 0    | 2     | −1    | —              | —              | 2     | -1    |
| Крылья Советов   | Итого             | Итого            | 0    | 0    | 2     | −1    | —              | —              | 2     | -1    |
| Всего за карьеру | Всего за карьеру  | Всего за карьеру | 79   | −87  | 8     | −15   | 2              | −3             | 89    | -105  |

## Достижения
«Краснодар»
- Серебряный призёр молодёжного первенства России: 2020/21
- Финалист Кубка России: 2022/23